# キム・ソンチョル
キム・ソンチョル（朝: 김성철、1991年12月31日 - ）は、韓国の俳優 ミュージカル俳優。STORY Jカンパニー所属。韓国芸術総合学校演劇院演技科卒業。

## 出演

### ミュージカル
- 思春期（2014年） - ヨンマン 役
- マイ・バケットリスト（2015年） - ヘギ 役
- アンニョン！UFO（2015 - 2016年） - サング 役
- ソンタクホテル（2015年） - ジュン 役
- 風月主（2015年） - サダム 役
- ウェルテル（2015年） - カインズ 役
- スウィーニー・トッド（2016年） - トバイアス・ラグ 役
- ファンレター（2016年） - チョン・セフン 役
- ミスター・マウス（2017年） - ソ・イヌ 役
- ヴァンパイア・アーサー（2018年） - アーサー 役
- ビッグ・フィッシュ（2019年） - ウィル・ブルーム 役
- DEATH NOTE（2022年） - L 役

### テレビドラマ
- 刑務所のルールブック（2017年-2018年、tvN） - ポプチャ 役
- to. Jenny（2018年、KBS） - パク・ジョンミン 役
- プレーヤー～華麗なる天才詐欺師～（2018年、OCN） - チ・ソング 役
- 風が吹く（2019年、JTBC） - ブライアン・チョン 役
- アスダル年代記（2019年、tvN） - イプセン 役
- 賢い医師生活（2020年、tvN） - ノ・ジニョク 役 ※特別出演
- ブラームスは好きですか?（2020年、SBS） - ハン・ヒョノ 役
- Sweet Home〜俺と世界の絶望〜（2020年、Netflix） - チャン・ウィミョン 役 ※特別出演
- ワンナイト（2020年、KBS） - イ・ドンシク 役
- ヴィンチェンツォ（2021年、tvN） - ファン・ミンソン 役 ※特別出演
- ラケット少年団（2021年、SBS） - 「刑務所のルールブック」からポプチャ 役 ※特別出演
- その年、私たちは（2021年-2022年、SBS）- キム・ジウン 役

### 映画
- 裏切りのバラ（2018年） - ヨン・ドゥソク 役
- 長沙里9.15（2019年） - キ・ハリュン 役
- 82年生まれ、キム・ジヨン（2019年） - キム・ジソク 役
- サーチアウト（2020年） - ジュンヒョク 役
- 梟－フクロウ－（2022年）- 世子 役
- 破果（2025年）

## 受賞歴
- ステージトーク　オーディエンスチョイスアワード - 最高の俳優 ミュージカル部門 男性新人賞（2015年）
- 第1回 韓国ミュージカルアワード - 男性新人賞（2017年、『スウィーニー・トッド』）
- 第27回 大韓民国文化演芸大賞 - 映画部門 男性新人賞（2019年、『長沙里9.15』）